# Дявол с ангелско сърце
Дявол с ангелско сърце (на испански: Mas sabe el Diablo) е американска теленовела създадена през 2009 г. от Телемундо.

## Сюжет
Анхел Салвадор е млад мъж, който никога не е срещал баща си. Той е израснал разкъсван между любовта на майка си и беззаконието на уличния живот в Ню Йорк. Въпреки че притежава добро сърце и е много талантлив, Анхел е станал професионален крадец. Когато най-добрият му приятел е убит, той се заклева да отмъсти на убиеца Мартин Асеро, който е начело на силна криминална групировка. Но Анхел дори не подозира, че мъжът когото мрази най-много е баща му. Нещата се оплитат повече когато Анхел се влюбва в адвокатката си Мануела Давила – единственият човек който някога му е помагал.

## В България
В България теленовелата започва излъчване на 30 септември 2010 г. по bTV и завършва на 17 юни 2011 г. Ролите се озвучават от Гергана Стоянова, Петя Силянова, Росен Плосков и Илиян Пенев.